# Ethan Cohen (marchand d'art)
Ne doit pas être confondu avec Etan Cohen ou Ethan Coen.
Ethan Cohen est un collectionneur d'art et un marchand d’œuvres d'art américain basé à New York, qui se spécialise dans l'art chinois contemporain et l'art africain contemporain. Il a été l'un des premiers marchands occidentaux à vendre les œuvres d'artistes chinois et japonais contemporains, notamment Ushio Shinohara et Ai Weiwei. On l'a appelé « l'un des  marchands d'art les plus influents du monde ». Forbes a fait l'éloge de sa galerie, la disant « un exemple dans le domaine » et le théâtre « d’expositions resplendissantes et instructives ».

## Biographie
Ses parents sont Jerome A. Cohen, expert en droit chinois et Jeanne Lebold Cohen, photographe. Sa passion pour l'art asiatique a été grandement influencée par ses parents. Ils collectionnent en effet des œuvres de jeunes artistes chinois à une époque où aucune galerie ne s'intéresse à l'art contemporain de ce pays. Ethan Cohen étudie en Chine à la fin des années 1980.
La première œuvre que Cohen achète est de Kong Bai Ji. Son amour pour l'art chinois se confirme après avoir été diplômé en études est-asiatiques de l'université Harvard. Il décide ensuite de faire la promotion et la conservation d’œuvres d'art chinoises de son propre chef, tout en travaillant comme designer chez Diane Von Furstenberg. Cohen trouve ensuite un espace sur Greene Street, à New York, et y fonde la galerie Art Waves Ethan Cohen Gallery en 1987. Dans les années 1980, il devient l'ami et le mécène du jeune Ai Weiwei, aujourd'hui l'un des plus célèbres artistes contemporains de Chine. Il fait l'exposition d'œuvres d'art réalisées par des artistes du groupe The Stars Group, un des groupes d'artistes d'avant-garde les plus importants formés au cours de la révolution culturelle.
Il visite le village de Dafen, en Chine, afin de conseiller les peintres chinois sur la façon de percer sur le marché de l'art international.

## Galerie
La galerie d'Ethan Cohen a vu l'exposition d'artistes comme Ai Weiwei, Xu Bing, Gu Wenda, Zhao Bandi, Wang Keping et Qiu Zhijie. Aujourd'hui, la galerie représente l'art dans toute sa diversité internationale, incluant des œuvres d'artistes émergents et établis venant des États-Unis, d'Afrique, d'Iran, de Chine, de Corée, du Japon, de Russie, du Pakistan et de Thaïlande.